# Кормилицын, Алексей Геннадьевич
Алексе́й Генна́дьевич Корми́лицын (4 июня 1961 — 9 июля 2013) — российский филолог и переводчик, создатель и в прошлом генеральный директор интернет-портала «Грамота.ру».

## Биография
Алексей Кормилицын родился 4 июня 1961 года в Москве. В 1983 году окончил Московский государственный педагогический институт иностранных языков имени Мориса Тореза по специальности переводчик-референт с норвежского и английского языков.
В 2000 году создал интернет-портал «Грамота.ру» и был его руководителем до самой смерти. Внёс вклад в создание и развитие таких социально значимых веб-порталов, как антинаркотический ресурс «Нет — наркотикам», справочно-информационный портал «Религия и СМИ», культурно-просветительский ресурс «Александр Исаевич Солженицын», портал «Героическая история России в проектах Гостелерадиофонда».
Скончался 9 июля 2013 года после продолжительной болезни в Москве. Похоронен на Химкинском кладбище.